# Vestvågøy
Vestvågøy ist eine Kommune im norwegischen Fylke Nordland. Die Kommune liegt größtenteils auf der Lofoten-Insel Vestvågøya und hat 11.582 Einwohner (Stand: 1. Januar 2025). Verwaltungssitz ist die Stadt Leknes.

## Geografie

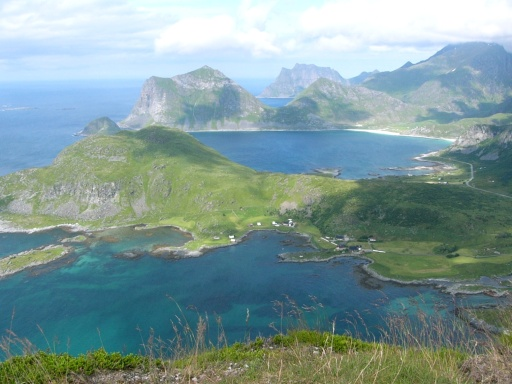
Landschaft auf Vestvågøya

Die Kommune Vestvågøy ist Teil der Inselgruppe Lofoten, westlich des norwegischen Festlandes. Hauptinsel ist die Insel Vestvågøya, zudem gehören rund 950 weitere kleinere Inseln und Holme zu Vestvågøy. Die Gemeinde hat keine Landgrenzen, im Meer verlaufen jedoch Grenzen zu den Kommunen Steigen, Flakstad, Moskenes und Vågan. Flakstad und Moskenes liegen im Südwesten, Vågan im Nordosten. Die Kommune Steigen liegt auf dem östlich gelegenen Festland. Die Grenze zu Flakstad verläuft in der Meerenge Nappstraumen, die zu Vågan im Sundklakkstraumen. Die Insel Vestvågøya ist teils von Mooren bedeckt. Die Küste ist von einer Vielzahl an Fjorden und Buchten geprägt. Die Gesamtfläche der Kommune beträgt 424,29 km², wobei Binnengewässer zusammen 17,30 km² ausmachen. Vestvågøya ist mit einer Fläche von 413,28 km² die zwölftgrößte Insel des norwegischen Hauptlandes.
Auf der Insel Vestvågøya befinden sich mehrere Erhebungen mit über 700 moh. Teils ist die Küste steiler abfallend, bei Leknes an der Südküste liegt ein breiterer Küstenstreifen vor. Die Erhebung Himmeltindan an der Westküste stellt mit einer Höhe von 962 moh. den höchsten Punkt der Kommune Vestvågøy dar. Die Berge schirmen die Insel teilweise vor Wind und Regenfronten ab. Das Klima entspricht einem maritimen Klima, das zu milden Wintern führt.

## Einwohner
Gemessen an der Einwohnerzahl ist Vestvågøy die größte Kommune der Inselgruppe Lofoten. Neben den vier größten Ortschaften an der Küste ist auch das Innere der Insel verstreut besiedelt. Die dichteste Besiedlung liegt an der Südküste sowie an einigen Fjorden im Norden vor. Nach dem Ende des Zweiten Weltkriegs wuchs die Einwohnerzahl bis 1950 auf 13.039 an. In den 1950er-Jahren blieb die Zahl weitgehend auf diesem Niveau, bevor sie ab etwa 1960 zurückging. Bis 1990 sank die Einwohnerzahl auf 10.547 Personen. Anschließend wuchs die Zahl der Einwohner wieder an. Mit der Zeit konzentrierte sich die Besiedlung vor allem in den Orten Leknes und Gravdal im Süden. In der Gemeinde liegen mehrere sogenannte Tettsteder, also mehrere Ansiedlungen, die für statistische Zwecke als eine städtische Siedlung gewertet werden. Diese sind Stamsund mit 1088, Leknes mit 3766, Ballstad mit 860 und Gravdal mit 1700 Einwohnern (Stand: 1. Januar 2024).
Vestvågøy hat wie viele andere Kommunen der Provinz Nordland weder Nynorsk noch Bokmål als offizielle Sprachform, sondern ist in dieser Frage neutral.
| Jahr          | 1986   | 1990   | 1995   | 2000   | 2005   | 2010   | 2015   | 2020   | 2025   |
| ------------- | ------ | ------ | ------ | ------ | ------ | ------ | ------ | ------ | ------ |
| Einwohnerzahl | 10.745 | 10.547 | 10.791 | 10.750 | 10.764 | 10.674 | 11.140 | 11.433 | 11.582 |

## Geschichte und Kultur

### Gemeindegrenzen

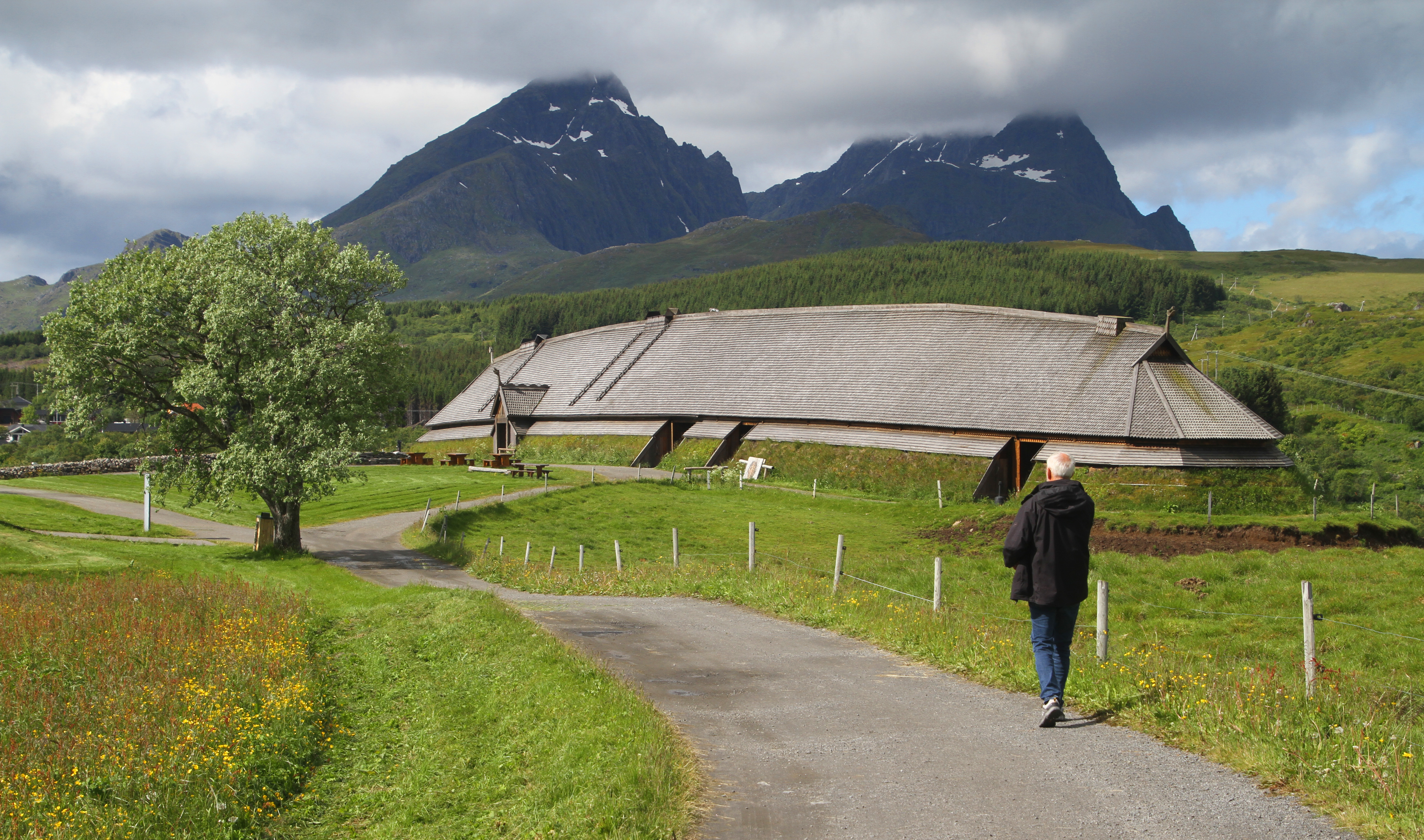
Wikingermuseum Lofotr

Die Kommune Vestvågøy entstand zum 1. Januar 1963 durch die Zusammenlegung von Buksnes, Hol, Borge und Valberg. Buksnes brachte 4416 Einwohner, Hol 3154, Borge 4056 und Valberg 662 Einwohner in die neue Gemeinde mit ein. Hol war zuvor zum 1. Juli 1919 aus Buksnes hervorgegangen. Bei der Aufspaltung verblieb Buksnes mit 3188 Einwohnern und Hol erhielt 2272 Einwohner. Valberg ging 1927 aus Borge hervor und hatte bei seiner Gründung 625 Einwohner. Borge verblieb nach der Abtrennung mit 4093 Einwohnern.
Im April 2025 bot das Ministerium für Kommunalverwaltung und regionale Entwicklung an, dass der Staat die 160 Millionen NOK Schulden der Kommune Moskenes übernehme, falls sie mit Vestvågøy fusioniere. Im August 2025 stimmten die Kommunalparlamente der beiden Kommunen für eine Zusammenlegung. Geplant ist, dass die Fusion zum 1. Januar 2028 erfolgt.

### Kirchen und Museen
In der Kommune liegen mehrere Kirchen. Die Borge kirke ist eine im Jahr 1986 fertiggestellte Kirche. Sie hat einen fächerförmigen Grundriss. Die vorherige Kirche von Borge brannte 1983 ab. Einen kreuzförmigen Grundriss hat die Holzkirche Hol kirke aus dem Jahr 1806. Die Stamsund kirke ist eine Kirche aus dem Jahr 1937, die Buksnes kirke eine Holzkirche aus dem Jahr 1905 und die Valberg kirke eine Holzkirche aus dem Jahr 1889.
In Borg befindet sich das Wikingermuseum Lofotr. Es wurde an der Ausgrabungsstelle eines wikingerzeitlichen Häuptlingshofes errichtet. In der Kommune liegt zudem das Vestvågøy museum.

## Wirtschaft und Infrastruktur

### Verkehr
Durch die Kommune führt die Europastraße 10 (E10). Diese führt im Norden aus der Kommune Vågan über eine Brücke auf die Vestvågøya. Dort verläuft die E10 zunächst an die Westküste und von dort weiter Richtung Süden bis nach Leknes. Ab Leknes nimmt die Straße wieder einen westlichen Verlauf auf. Im Südwesten führt die E10 unter der Meerenge Nappstraumen in die Kommune Flakstad. Der Bau der Brücke und des Straßentunnels war Teil des Straßenbauprojekts Lofast, im Zuge dessen eine fährenfreie Anbindung der Inselgruppe Lofoten an das Festland geschaffen wurde. Bei Leknes befindet sich der Flughafen Leknes.
Der Hafen von Stamsund ist sowohl für die Fischer als auch für Passagiere wichtig. Auch Ballstad und Leknes haben für die Kommune bedeutende Häfen.

### Wirtschaft

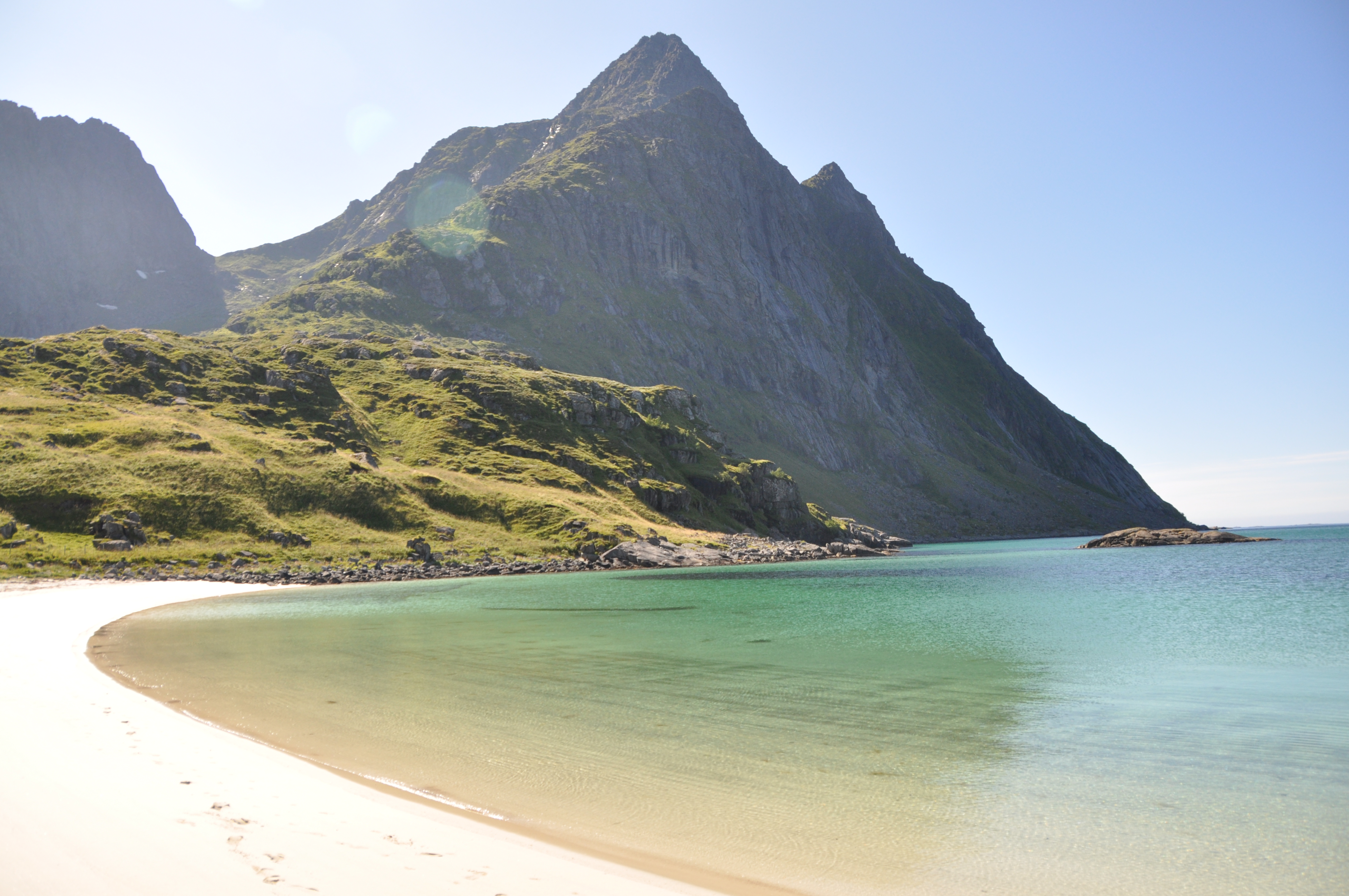
Sandstrand und die Erhebung Himmeltindan

Für die Lokalwirtschaft ist die Landwirtschaft und Fischerei von größerer Bedeutung. Die Kommune Vestvågøy gehört im Bereich der Fischerei zu den bedeutendsten Gemeinden Norwegens. Traditionell war die Kombination von Fischerei mit Landwirtschaft sehr verbreitet, diese nahm aber mit der Zeit stark ab. Neben der herkömmlichen Fischerei wird in Vestvågøy auch Fischaufzucht betrieben. Die Industrie baut zu großen Teilen auf der Fischerei auf. So sind mehrere Fischverarbeitungsfabriken in der Kommune ansässig und es wird in größerem Stil Stockfisch hergestellt. In der Landwirtschaft ist die Tierhaltung typisch, wobei die Milchproduktion überwiegt. Vestvågøy gehört zu den Kommunen mit der höchsten Anzahl an gehaltenen Ziegen in ganz Norwegen. Die landwirtschaftlich genutzten Flächen der Gemeinde dienen vor allem als Wiesen und Weiden. Wie in der gesamten Lofoten-Region nahm die Bedeutung des Tourismus mit der Zeit stark zu. Bei Touristen beliebt sind die Sandstrände der Kommune sowie die Möglichkeit, je nach Jahreszeit Polarlichter oder die Mitternachtssonne zu erleben. Der Tourismus gibt Grundlage für viele Arbeitsplätze. Im Jahr 2021 arbeiteten von etwas über 5700 Arbeitstätigen rund 4900 in Vestvågøy selbst, knapp 170 pendelten in die Nachbarkommune. Es folgten Kommunen wie Flakstad und Bodø.

## Name und Wappen
Das seit 1984 offizielle Wappen der Kommune zeigt zwei silberne Stockfische auf blauem Hintergrund. Diese sollen die Bedeutung der Fischerei darstellen. Der Name der Kommune wurde von der Insel Vestvågøya übernommen. Die Insel hieß im Altnordischen Lófót (deutsch Luchspfote). Andere Inseln der Region hießen Vargfót (deutsch Wolfspfote). Eine Vermutung ist, dass sich der Name aufgrund der Inselformen mit den Fjorden bildete.

## Persönlichkeiten
- Gerhard Schøning (1722–1780), Historiker
- Karl Uchermann (1855–1940), Tiermaler und Illustrator
- Hagbarth Martin Schytte-Berg (1860–1944), Architekt
- Peter Angelsen (* 1935), Politiker
- Jonny Finstad (* 1966), Politiker